# Special (canción de Garbage)
«Special» es el tercer sencillo de Version 2.0 de Garbage. A pesar de no ser el mayor éxito del álbum, sí que lo fue en Estados Unidos, dónde fue muy radiado y llegó a ser nominado a dos premios Grammy en 2000 (Mejor canción de rock y Mejor canción de rock por un grupo o dúo). El inicio de cada frase de la canción es un Sample de la canción "All I've Got to Do" de The Beatles. La canción y el video fueron muy aclamados por la crítica.
El sencillo fue lanzado en múltiples formatos alrededor de mundo, y fue acompañado por varias caras B y remixes, como "13 x forever", una versión acústica de "Medication" y los remixes "Pop mix", "Brothers In Rhythm radio edit", "Brothers In Rhythm mix", "Brothers In Rhythm instrumental", "Rickidy Raw R&B mix" y "Rickidy Raw Late Night mix"

## Posicionamiento
| Año  | Sencillo  | Listas                       | Posición |
| ---- | --------- | ---------------------------- | -------- |
| 1998 | «Special» | UK Singles Chart             | #15      |
| 1998 | «Special» | Australian Singles Chart     | #54      |
| 1999 | «Special» | US Billboard Hot 100         | #52      |
| 1999 | «Special» | US Billboard Hot 100 Airplay | #42      |
| 1999 | «Special» | US Hot Dance Music/Club Play | #10      |
| 1999 | «Special» | US Modern Rock Tracks        | #11      |
| 1999 | «Special» | US Adult Top 40              | #16      |
| 1999 | «Special» | US Top 40 Mainstream         | #18      |
| 1999 | «Special» | US Top 40 Tracks             | #22      |
| 1999 | «Special» | US ARC Weekly Top 40         | #8       |

- Datos: Q3966143